# Anatoly Innokentyevich Zaitsev
Anatoly Innokentyevich Zaitsev (Choybalsan, 20 de dezembro de 1947) é um militar e estadista abecásio, chefe do Estado-Maior, general das Forças Armadas, vice-ministro da defesa da Abecásia (2003-2010) e coronel geral das Forças Armadas da Abecásia.

## Biografia
Nasceu em 20 de dezembro de 1947 na cidade de Choybalsan na Mongólia. Em 1969 graduou-se com honras na Escola Superior de Comando de Tanques de Blagoveshchensk, em 1979 graduou-se com honras na Academia Militar Marechal Rodion Malinovsky, grande nome da União Soviética, em 1991 graduou-se com honras na Academia Militar do Estado-Maior General Kliment Vorochilov.
Ele ocupou os cargos de chefe do Estado-Maior do Distrito Militar Trans-Baikal, principal conselheiro militar na Síria, etc.
Após o fim de seu serviço no exército russo em 2003, ele entrou para o serviço nas Forças Armadas da Abecásia, tendo recebido a cidadania abcásia.
Homenageado Trabalhador da Cultura da República da Buriácia, Acadêmico da Academia de Problemas Geopolíticos.